# راجر فیگوئراس
راجر فیگوئراس (انگلیسی: Roger Figueras؛ زادهٔ ۵ آوریل ۱۹۹۷) بازیکن فوتبال اهل اسپانیا است.
از باشگاه‌هایی که در آن بازی کرده‌است می‌توان به باشگاه خیمناستیک تاراگونا اشاره کرد.